# Blanca Ríos Touma
Blanca Ríos Touma (Quito) es una entomóloga, ecóloga acuática, catedrática e investigadora ecuatoriana; es conocida por sus estudios en diversidad de agua dulce en los Andes y los impactos humanos en éstos ecosistemas. También por su labor en la descripción de especies de insectos acuáticos del orden Trichoptera.

## Biografía
Blanca Ríos-Touma nació en Quito (Ecuador), recibió su educación superior en biología en la Pontificia Universidad Católica del Ecuador, donde realizó su tesis en ecología acuática y posteriormente obtuvo un Doctorado en Ecología de la Universitat de Barcelona; también estudió macroinvertebrados de ríos y arroyos andinos junto al doctor Dean Jacobsen. Además, la investigadora domina cuatro idiomas, español, inglés, catalán y portugués.
Actualmente se encuentra realizando proyectos los cuales incluyen: El estudio de especies acuáticas altamente vulnerables a los cambios ambientales, la evaluación de la contaminación en los ríos de Quito y sus efectos en la pérdida de la biodiversidad y en la salud humana.
Se especializa en el estudio de insectos de orden trichoptera del Ecuador.

## Vida profesional
En el 2009 investigó el estado ecológico de los ríos andinos y en especial del insecto de la variedad Trichoptera, participó en la implementación de la Directiva Marco Europea del Agua (DMA) y fue investigadora posdoctoral de la Universidad de Berkeley donde analizó la restauración de los ríos de Portland y la parte baja del Río Colorado.
Colaboró en el proyecto “Agua, Biodiversidad y Cambio Global: desde lo Ecosistémico hacia lo Productivo y Social” en el Instituto de Biodiversidad Neotropical (IBN) en Tucumán (Argentina).
Fue catedrática e investigadora posdoctoral en la Universidad San Francisco de Quito (USFQ) por tres años, donde estudió los excelentes resultados de proyectos para la restauración de ríos. A partir del año 2014, ejerce como docente investigadora en la Universidad de las Américas (UDLA) donde es directora del grupo de Investigación de Biodiversidad, Medioambiente y Salud (BIOMAS) estudiando: los agentes antrópicos, el impacto humano sobre el medioambiente, la restauración de espacios fluviales, la historia y taxonomía de macroinvertebrados y peces; además el grupo busca la restauración de riberas y ríos por medio de técnicas modernas.
También es Miembro de MACROLATINOS (Red de Investigadores de América Latina en Ecosistemas de Agua Dulce).

### Descubrimiento de Nuevas Especies
En el 2018, Blanca Ríos Touma junto a Ralph W. Holzenthal y Ernesto Rázuri- González, expertos de la Universidad de Minnesota, descubrieron una nueva especie de insecto de tricoptera en Ecuador denominado Nectopsyche Páramo, la noticia fue anunciada el 27 de junio del mismo año en la revista científica PeerJ. 
La investigación duró 18 meses, donde se recogió 13 larvas de insecto halladas en paquetes de hojas y 11 adultos; la dificultad de encontrar muestras determinó que es una especie rara, aunque este insecto pertenece al grupo gemma posee características que la catalogarón como nueva: El aspecto del cuerpo, no posee patrón de color y son más grandes que el resto de su especie.

...Le hemos encontrado tanto en los paramos del Chimborazo como de Pichincha está distribuida en las montañas en general, es una especie poco común; no hemos encontrado más de 2 o 3 individuos por colecta... estos insectos son indicadores de la buena salud de nuestro ecosistema, las especies de este género comen materia orgánica y están muy relacionadas a la salud del bosque circundante.
Blanca Ríos-Touma

El Instituto  Nacional de Biodiversidad (INABIO) informó el 5 de noviembre de 2018 que Blanca Ríos Touma (investigadora asociada de este organismo) junto a Ernesto Rázuri-Gonzales y Ralph W. Holzenthal,  hallaron cuatro nuevas especies de insectos acuáticos Atanatólica, son nuevas versiones del género neotropical de la familia Trichoptera Leptoceridae de cuernos largos; estos insectos son sensibles a los cambios climáticos y poseen varias funciones ecológicas en la salud y conservación de los ríos. Las especies encontradas fueron:
- Atanatolica Andina recolectada en el parque nacional Cayambe-Coca en la Provincia de Napo, en el parque nacional Sangay y en la Reserva del Chimborazo.
- Atanatolica Decouxi fue encontrada en el Bosque Protector de los Cedros en la Provincia de Imbabura, es una especie que no se encuentra en otras parte del Ecuador ni del mundo.
- Atanatolica Angulata y Atanatolica Curvata se encontraron en la Provincia de Napo.

## Publicaciones
Ríos-Touma ha presentado varias de sus investigaciones en libros y revistas especializadas, mucho de su trabajo lo ha realizado junto a otros expertos entre los cuales se destacan: Andrea Encalada, Narcís Prat y Ralph Holzenthal. Entre sus publicaciones más destacas constan:

### Libros
- Narcís Prat, Blanca Ríos, Raúl Acosta y Maria Rieradevall. 2009. Los macroinvertebrados como indicadores de calidad de las aguas. (Capítulo en Libro: Macroinvertebrados Bentónicos Sudamericanos. E. Domínguez y H.R. Fernández (Eds). Publicaciones Especiales. Fundación Miguel Lillo. San Miguel de Tucumán. Argentina. ISBN 978-950-668-015-2
- Encalada, A. C.,Rieradevall, M., Ríos-Touma B., García N. & Prat, N. (2011). Protocolo simplificado y guía de evaluación de la calidad ecológica de ríos andinos (CERA-S). Proyecto FUCARA, USFQ,UB,AECID, FONAG, Quito, Ecuador. 83 pp.
- Oleas, N., Ríos-Touma, B., Altamirano, P. P., & Bustamante, M. R. (2016). Plantas de las quebradas de Quito: Guía Práctica de Identificación de Plantas de Ribera. Universidad Tecnológica Indoamérica.
- Rodríguez-Olarte D, Barrios M, Caputo L, Fierro P, Jiménez-Prado P, Navarro E, Macchi P, Mojica JI, Molinero J, Montoya JV, Pantoja A, Pompêo M, Ríos-Touma B, Teixeira de Mello F, Tobón F, Torremorell A, Villalba A, Villamarín C. 2020. Criterios para la evaluación de estresores y parámetros en la estimación del estado ecológico de ríos en Suramérica.
- Castillejo, P., Ballesteros, I., Rios-Touma, B., Ortiz, S., Heinrich, C., & Lobo, E. (2022). Diatomeas epilíticas de los andes ecuatorianos. Universidad de Las Américas Facultad de Ingeniería y Ciencias Aplicadas. UDLAEdiciones: Quito, Ecuador, 1-86.

### Artículos
Gallegos-Sánchez, S., Encalada, A.C., Ríos-Touma, B. et al. (2025). The effects of multiple stressors in a subtropical river: a perspective from a microcosm experiment. Hydrobiologia (2025). https://doi.org/10.1007/s10750-025-05881-7
Rázuri-Gonzales E, Holzenthal R, Ríos-Touma B. (2025). Diversity and distribution of the caddisfly genus Atopsyche Banks, 1905 in Ecuador, with the description of seven new species  (Trichoptera: Hydrobiosidae) PeerJ 13:e18769 https://doi.org/10.7717/peerj.18769
Tobes, I., Conrad, E., Rivera-Albuja, J., Ríos-Touma, B., & Miranda, R. (2025). Fish Ecology and Hydrological Responses to a Run-of-River Hydroelectric Project in Ecuador. Fishes, 10(4), 143. https://doi.org/10.3390/fishes10040143
Rodríguez-Contreras F.E., Martínez Rivera L. M., Ortiz-Arrona C.I., Ríos-Touma B. y Villamarín C. (2025). ICAYAR, un Índice multimétrico basado en insectos acuáticos para evaluar el estado ecológico en la cuenca del río Ayuquila-Armería, México. DOI: 10.23818/limn.44.20
Jijón G, Errigo IM, Wicks J, Goldston NN, Davis L, Davis D, Standring S, Chaston JM, Frandsen PB, Rios-Touma B (2025) Comparing morphological and DNA-based bioassessment methodologies for macroinvertebrates in Neotropical streams: a case study from Ecuador. Metabarcoding and Metagenomics 9: e138172.
Barrios, G.M., Ríos-Touma, B., Moi, D.A. et al. Changes in basal resources mediate the effects of Eucalyptus spp. afforestation on macroinvertebrate functional diversity in subtropical lowland streams. Aquat Sci 87, 16 (2025). https://doi-org.bibliotecavirtual.udla.edu.ec/10.1007/s00027-024-01141-3
Ríos-Touma, B., Longo, M., Villamarín, C., Carvajal-Escobar, Y., Cantera-Kintz, J., Rosero-López, D., Jiménez-Prado, P., & Mojica, J. I. (2025). Rivers of the Northern Pacific. Rivers of South America, 933–983. https://doi.org/10.1016/B978-0-12-823429-7.00005-7. 
Prat N, Encalada A., Villamarín C., Rios-Touma B. 2024. Composition, life-history, and population dynamics of the Chironomidae from a tropical high-altitude stream (Saltana River, Ecuador). Acta Limnologica Brasiliensia, 2024, vol. 36, e40.https://doi.org/10.1590/S2179-975X11023
Shen, M., van Klink, R., Sagouis, A., Petsch, D.K., Abong'o, D.A., Alahuhta, J., Al-Shami, S.A., Armendáriz, L.C., Bae, M.-J., Begot, T.O., Belliard, J., Benstead, J.P., Bomfim, F.F., Bredenhand, E., Budnick, W.R., Callisto, M., Calvão, L.B., Camacho-Rozo, C.P., Cañedo-Argüelles, M., Carvalho, F.G., Chapman, J., Chapman, L., Chen, Q., Chernoff, B., Cibils-Martina, L., Closs, G.P., Corbi, J.J., Cunha, E.J., Cunico, A.M., De los Rios-Escalante, P., Dolédec, S., Dunck, B., Edegbene, A.O., Engman, A.C., Erős, T., Esteves, K.E., Faquim, R.C.P., Faria, A.P.J., Ferreira, C.M., Ferreira, M.C., Fierro, P., Freitas, P.V., Fugère, V., Garcia, T.D., Giam, X., Gonino, G.M.R., González-Trujillo, J.D., Gubiani, É.A., Hamada, N., Haro, R.J., Hepp, L.U., Herrera-R, G.A., Hill, M.J., Huda, A.N., Iniguez-Armijos, C., Jamoneau, A., Jonsson, M., Juen, L., Kadye, W.T., Kahirun, K., Kasangaki, A., Larson, C.A., Pereira, A.L., Leboucher, T., Leite, G.F.M., Li, D., Luiza-Andrade, A., Luke, S.H., Lundquist, M.J., Lupi, D., Machuca-Sepúlveda, J., Macuiane, M.A., Mancera-Rodriguez, N.J., Márquez, J.A., Martins, R.T., Masese, F.O., Meixler, M.S., Michelan, T.S., Monge-Salazar, M.J., Mruzek, J.L., Mugni, H.D., Ndagurwa, H.G.T., Niba, A., Nimptsch, J., Novelo-Gutiérrez, R., Ochieng, H., Pacheco-Díaz, R., Park, Y.-S., Passy, S.I., Pearson, R.G., Peressin, A., Périco, E., Pires, M.M., Poulos, H., Principe, R.E., Prudente, B.S., Ríos-Touma, B., Ruaro, R., Schmitter-Soto, J.J., Schneck, F., Schulz, U.H., Selvakumar, C., Sharma, C.M., Siqueira, T., Solis, M.L., Sousa, R.G.C., Stanley, E.H., Stenger-Kovács, C., Tales, E., Teresa, F.B., Thornhill, I., Tison-Rosebery, J., Vieira, T.B., Villada-Bedoya, S., White, J.C., Wood, P.J., Xie, Z., Yule, C.M., Zequi, J.A.C. and Chase, J.M. (2024), FreshLanDiv: A Global Database of Freshwater Biodiversity Across Different Land Uses. Global Ecol Biogeogr, 33: e13917. https://doi.org/10.1111/geb.13917
Cuesta, F., Calderón-Loor, M., Rosero, P., Calispa, M., Zisling, H., Pérez-Castillo, Y., Echevarría, G., Ríos-Touma, B., 2024. Seasonally flooded landscape connectivity and implications for fish in the Napo Moist Forest: A high-resolution mapping approach. Glob. Ecol. Conserv. 56, e03257. https://doi.org/https://doi.org/10.1016/j.gecco.2024.e03257
Villamarín, C., Loachamin, M., Sosa, M., Donoso, M., Granda-Albuja, G., Castillejo, P., & Ríos-Touma, B. (2024). Nectopsyche sp (Trichoptera: Leptoceridae) sublethal effects caused by different concentrations of arsenic (As): a biochemical markers approach. Ecotoxicology, 33(9), 1062-1073.
Ashlyn Powell, Jacqueline Heckenhauer, Steffen U Pauls, Blanca Ríos-Touma, Ryoichi B Kuranishi, Ralph W Holzenthal, Ernesto Razuri-Gonzales, Seth Bybee, Paul B Frandsen, Evolution of Opsin Genes in Caddisflies (Insecta: Trichoptera), Genome Biology and Evolution, 2024;, evae185, https://doi.org/10.1093/gbe/evae185
Vega-Yánez, M. A., Quezada-Riera, A. B., Rios-Touma, B., Vizcaíno-Barba, M. del C., Millingalli, W., Ganzino, O., Coloma, L. A., Tapia, E. E., Dupérré, N., Páez-Vacas, M., Parra-Puente, D., Franco-Mena, D., Gavilanes, G., Salazar-Valenzuela, D., Valle, C. A., & Guayasamin, J. M. (2024). Path for recovery: an ecological overview of the Jambato Harlequin Toad (Bufonidae: Atelopus ignescens ) in its last known locality, Angamarca Valley, Ecuador. PeerJ, 12, e17344. https://doi.org/10.7717/peerj.17344
Sánchez Herrera, M., Forero, D., Calor, A. R., Romero, G. Q., Riyaz, M., Callisto, M., de Oliveira Roque, F., Elme-Tumpay, A., Khan, M. K., Justino de Faria, A. P., Pires, M. M., Silva de Azevêdo, C. A., Juen, L., Zakka, U., Samaila, A. E., Hussaini, S., Kemabonta, K., Guillermo-Ferreira, R., Ríos-Touma, B., & Maharaj, G. (2024). Systematic challenges and opportunities in insect monitoring: A Global South perspective. Philosophical Transactions of the Royal Society B: Biological Sciences, 379(1904), 20230102. https://doi.org/10.1098/rstb.2023.0102
Gallegos-Sánchez, S., Encalada, A.C., Ríos-Touma, B., Dominguez, E., 2024. An experimental approach to test the effect of temperature increase and nutrient enrichment on Andean aquatic insects. Aquat. Sci. 86, 43. https://doi.org/10.1007/s00027-024-01056-z
Castillejo, P., Ortiz, S., Jijón, G., Lobo, E. A., Heinrich, C., Ballesteros, I., & Rios-Touma, B. 2024. Response of macroinvertebrate and epilithic diatom communities to pollution gradients in Ecuadorian Andean rivers. Hydrobiologia, 851(2), 431-446. https://doi.org/10.1007/s10750-023-05276-6
Barrios, M., G. Tesitore, M. Burwood, B. Suárez, M. Meerhoff, J. Alonso, B. Ríos Touma, & F. Teixeira de Mello, 2023. Environmental and aquatic macroinvertebrates metrics respond to the Eucalyptus afforestation gradient in subtropical lowland streams. Hydrobiologia , https://doi.org/10.1007/s10750-023-05248-w. 
Gallegos-Sánchez, S., Encalada, A.C., Ríos-Touma, B., Dominguez, E., 2024. An experimental approach to test the effect of temperature increase and nutrient enrichment on Andean aquatic insects. Aquat. Sci. 86, 43. https://doi.org/10.1007/s00027-024-01056-z
Echevarría, G., Lujan, N.K., Montoya, J., Granda-Albuja, M.G., Valdiviezo-Rivera, J., Sánchez, F., Cuesta, F., Ríos-Touma, B., 2024. Abiotic and biotic factors influencing heavy metals pollution in fisheries of the Western Amazon. Sci. Total Environ. 908, 168506. https://doi.org/https://doi.org/10.1016/j.scitotenv.2023.168506
Ríos-Touma, B., Rosero, P., Morabowen, A., Guayasamin, J.M., Carson, C., Villamarín-Cortez, S., Solano-Ugalde, A., Tobes, I., Cuesta, F., 2023. Biodiversity responses to land-use change in the equatorial Andes. Ecol. Indic. 156, 111100. https://doi.org/https://doi.org/10.1016/j.ecolind.2023.111100
Lohs, A., Villamarín, C., Donoso, M., & Ríos-Touma, B. (2023). Behavioral and biochemical patterns in the Andean highland macroinvertebrate Nectopsyche sp. after chronic mercury exposure. Chemosphere, 340, 139791. https://doi.org/10.1016/J.CHEMOSPHERE.2023.139791
Grigoropoulou, A., Hamid, S. A., Acosta, R., Akindele, E. O., Al-Shami, S. A., Altermatt, F., Amatulli, G., Angeler, D. G., Arimoro, F. O., Aroviita, J., Astorga-Roine, A., Bastos, R. C., Bonada, N., Boukas, N., Brand, C., Bremerich, V., Bush, A., Cai, Q., Callisto, M.; et al. (2023). The global EPTO database: Worldwide occurrences of aquatic insects. Global Ecology and Biogeography, 32(5), 642-655. https://doi.org/10.1111/geb.13648
Frandsen, P. B., S. Hotaling, A. Powell, J. Heckenhauer, A. Y. Kawahara, R. H. Baker, C. Y. Hayashi, B. Ríos-Touma, R. Holzenthal, S. U. Pauls, & R. J. Stewart, 2023. Allelic resolution of insect and spider silk genes reveals hidden genetic diversity. Proceedings of the National Academy of Sciences Proceedings of the National Academy of Sciences 120: e2221528120, https://doi.org/10.1073/pnas.2221528120. 
Kaushal, S. S., M. L. Fork, R. J. Hawley, K. G. Hopkins, B. Ríos-Touma, & A. H. Roy, 2023. Stream restoration milestones: monitoring scales determine successes and failures. Urban Ecosystems , https://doi.org/10.1007/s11252-023-01370-8. 
Heckenhauer, J., R. J. Stewart, B. Ríos-Touma, A. Powell, T. Dorji, P. B. Frandsen, & S. U. Pauls, 2023. Characterization of the primary structure of the major silk gene, h-fibroin, across caddisfly (Trichoptera) suborders. iScience 107253, https://www.sciencedirect.com/science/article/pii/S2589004223013305
Ortiz-Prado, E., Simbaña-Rivera, K., Cevallos, G., Gómez-Barreno, L., Cevallos, D., Lister, A., Fernandez-Naranjo, R., Ríos-Touma, B., Vásconez-González, J. and Izquierdo-Condoy, J.S., 2022. Waterborne diseases and ethnic-related disparities: A 10 years nationwide mortality and burden of disease analysis from Ecuador. Frontiers in Public Health, 10.
Scoggins, M., Booth, D.B., Fletcher, T., Fork, M., Gonzalez, A., Hale, R.L., Hawley, R.J., Roy, A.H., Bilger, E.E., Bond, N., Burns, M.J., Hopkins, K.G., Macneale, K.H., Martí, E., McKay, S.K., Neale, M.W., Paul, M.J., Rios-Touma, B., Russell, K.L., Smith, R.F., Wagner, S., Wenger, S., 2022. Community-powered urban stream restoration: A vision for  sustainable and resilient urban ecosystems. Freshw. Sci. 41, 404–419. https://doi.org/10.1086/721150
Holzenthal, R. W., Blahnik, R. J., & Ríos-Touma, B. (2022). A new genus and new species of Ecuadorian Philopotamidae (Trichoptera). ZooKeys, (1117).
Ballesteros, I., Bravo-Castro, M., Villamarín-Cortez, S., Jijón, G., Prat, N., Ríos-Touma, B., & Villamarín, C. (2022). Genetic Variability of Polypedilum (Diptera: Chironomidae) from Southwest Ecuador. Insects, 13(4), 382.
Barrios, M., Burwood, M., Krӧger, A., Calvo, C., Ríos-Touma, B., & Teixeira-de-Mello, F. (2022). Riparian cover buffers the effects of abiotic and biotic predictors of leaf decomposition in subtropical streams. Aquatic Sciences, 84(4), 1-16.
Gallegos-Sánchez, S., Domínguez, E., Encalada, A. C., & Ríos-Touma, B. (2022). Effects of experimental warming on two tropical Andean aquatic insects. Plos one, 17(7), e0271256.
Villamarín, C., Cañedo-Argüelles, M., Carvajal-Rebolledo, C., & Ríos-Touma, B. (2022). Effects of Pesticides on the Survival of Shredder Nectopsyche sp.(Trichoptera) and Leaf Decomposition Rates in Tropical Andes: A Microcosm Approach. Toxics, 10(12), 720.
Fork, M.L., Hopkins, K.G., Chappell, J., Hawley, R., Kaushal, S.S., Murphy, B., Ríos-Touma, B. and Roy, A.H., (2022). Urbanization and stream ecology: Moving the bar on multidisciplinary solutions to wicked urban stream problems. Freshwater Science, 41(3), pp.398-403.
Ríos-Touma, B., Encalada, A. C., & Prat, N. (2022).  Life history and secondary production of Anomalocosmoecus illiesi Marlier, 1962 (Trichoptera, Limnephilidae) in a small stream in the northern Ecuadorian Paramo. ZooKeys, 1111, 381-388.
Ríos-Touma, B., Cuesta, F., Rázuri-Gonzales, E., Holzenthal, R., Tapia, A., & Calderón-Loor, M. (2022). Elevational biodiversity gradients in the Neotropics: Perspectives from freshwater caddisflies (Insecta: Trichoptera). PloS one, 17(8), e0272229.
Ríos-Touma, B., Villamarín, C., Jijón, G., Checa, J., Granda-Albuja, G., Bonifaz, E., & Guerrero-Latorre, L. (2022). Aquatic biodiversity loss in Andean urban streams. Urban Ecosystems, 25(6), 1619-1629.
Ríos-Touma, B., Holzenthal, R.W., Rázuri-Gonzales, E., Heckenhauer, J., Pauls, S.U., Storer, C.G. and Frandsen, P.B., 2021. De novo genome assembly and annotation of an Andean caddisfly, Atopsyche davidsoni Sykora, 1991, a model for genome research of high elevation adaptations. Genome Biology and Evolution.
Torremorell A, C Hegoburu, AL Brandimarte, EH Costa Rodrigues, M Pompêo, S  Cardoso da Silva, V Moschini-Carlos, L Caputo, P  Fierro, JI Mojica, ÁL Pantoja Matta, J Charles Donato, PJiménez-Pardo, J Molinero, B Ríos-Touma, G Goyenola, CIglesias, ALópez-Rodríguez, M Meerhoff, JP Pacheco, F Teixeira de Mello, D Rodríguez-Olarte, M Barrios Gómez, JV Montoya, JC López-Doval & E nNavarro (2021) Current and future threats for ecological quality management of South American freshwater ecosystems, Inland Waters, 11:2, 125-140, DOI: 10.1080/20442041.2019.1608115
Miranda, R., Rios-Touma, B., Falconí-López, A., Pino-del-Carpio, A., Gaspar, S., Ortega, H., Peláez-Rodríguez, M., Araujo-Flores, J.M. & Tobes, I. (2021). Evaluating the influence of environmental variables on fish assemblages along Tropical Andes: considerations from ecology to conservation. Hydrobiologia, 1-17.
Villamarín, C., Villamarín-Cortez, S., Salcido, D. M., Herrera-Madrid, M., & Ríos-Touma, B. (2021). Drivers of diversity and altitudinal distribution of chironomids (Diptera: Chironomidae) in the Ecuadorian Andes. Revista de Biología Tropical, 69(1).
Feio MJ, Hughes RM, Callisto M, Nichols SJ, Odume ON, Quintella BR, Kuemmerlen M, Aguiar FC, Almeida SFP, Alonso-EguíaLis P, Arimoro FO, Dyer FJ, Harding JS, Jang S, Kaufmann PR, Lee S, Li J, Macedo DR, Mendes A, Mercado-Silva N, Monk W, Nakamura K, Ndiritu GG, Ogden R, Peat M, Reynoldson TB, Rios-Touma B, Segurado P, Yates AG. (2021).The Biological Assessment and Rehabilitation of the World’s Rivers: An Overview. Water 13(3):371. https://doi.org/10.3390/w13030371
Ríos-Touma, B, Kondolf, G. M., & Walls, S. (2020). Impacts of sediment derived from erosion of partially-constructed road on aquatic organisms in a tropical river: The Río San Juan, Nicaragua and Costa Rica. PloS one, 15(11), e0242356.
Donoso, J. M., & Rios-Touma, B. (2020). Microplastics in tropical Andean rivers: A perspective from a highly populated Ecuadorian basin without wastewater treatment. Heliyon, 6(7), e04302.
Guerrero-Latorre, L., Ballesteros, I., Villacrés-Granda, I., Granda, M. G., Freire-Paspuel, B., & Ríos-Touma, B. (2020). SARS-CoV-2 in river water: Implications in low sanitation countries. Science of the Total environment, 743, 140832
Encalada, A.C., Flecker, A.S., Poff, N.L., Suárez, E., Herrera-R, G.A., Ríos-Touma, B., Jumani, S., Larson, E.I. and Anderson, E.P. (2019). A global perspective on tropical montane rivers. Science, 365(6458), pp.1124-1129.
Morabowen, A., Crespo-Pérez, V., and Ríos-Touma, B. (2019). Effects of agricultural landscapes and land uses in highly biodiverse tropical streams of the Ecuadorian Choco. Inland Waters, 1-12.
Ríos-Touma, B., & Ramírez, A. (2019). Multiple Stressors in the Neotropical Region: Environmental Impacts in Biodiversity Hotspots. Book Chapter In Multiple Stressors in River Ecosystems (pp. 205-220). Elsevier.
Rubin, Z. , Rios‐Touma, B. , Kondolf, G. M., Power, M. E., Saffarinia, P. and Natali, J. (2019), Using prey availability to evaluate Lower Colorado River riparian restoration. Restor Ecol, 27: 46-53. doi:10.1111/rec.12829
Guerrero-Latorre, L., Romero, B., Bonifaz, E., Timoneda, N., Rusiñol, M., Girones, R., & Rios-Touma, B. (2018). Quito's virome: Metagenomic analysis of viral diversity in urban streams of Ecuador's capital city. Science of The Total Environment, 645, 1334-1343
Dos Santos, D.A., Molineri, C., Nieto, C., Zuñiga, M.C., Emmerich, D., Fierro, P., Pessacq, P., Rios‐Touma, B., Márquez, J., Gomez, D. and Salles, F.F. (2018). Cold/Warm stenothermic freshwater macroinvertebrates along altitudinal and latitudinal gradients in Western South America: A modern approach to an old hypothesis with updated data. Journal of Biogeography, 45(7), pp.1571-1581
Da Cruz e Sousa, R., & Ríos-Touma, B. (2018) Stream restoration in Andean cities: learning from contrasting restoration approaches. Urban Ecosystems, 21(2), 281-290
Holzenthal, R. W., & Rios-Touma, B. (2018). Nectopsyche of Ecuador: a new species from the high Andean páramo and redescription of Nectopsyche spiloma (Ross)(Trichoptera: Leptoceridae). PeerJ, 6, e4981.
Roy, B. A., Zorrilla, M., Endara, L., Thomas, D. C., Vandegrift, R., Rubenstein, J. M., Rios-Touma B & Read, M. (2018). New mining concessions could severely decrease biodiversity and ecosystem services in Ecuador. Tropical Conservation Science, 11, 1940082918780427.
Prat, N., Paggi, A., Ribera, C., Acosta, R., Ríos-Touma, B., Villamarín, C., ... & Rieradevall, M. (2018). The Cricotopus (Oliveiriella)(Diptera: Chironomidae) of the High Altitude Andean Streams, with Description of a New Species, C.(O.) rieradevallae. Neotropical Entomology, 1-15.
Rázuri-Gonzales, E., Holzenthal, R. W., & Ríos-Touma, B. (2018). New Atanatolica species from Ecuador (Trichoptera, Leptoceridae). ZooKeys, (793), 97.
Holzenthal, R. W., Blahnik, R. J., & Ríos-Touma, B. (2018). New species and a new genus of Philopotamidae from the Andes of Bolivia and Ecuador (Insecta, Trichoptera). ZooKeys, (780), 89.
Camargos LM, Ríos-Touma B, Holzenthal RW. (2017). New Cernotina caddisflies from the Ecuadorian Amazon (Trichoptera: Polycentropodidae) PeerJ 5:e3960 https://doi.org/10.7717/peerj.3960
Rázuri-Gonzales E, Holzenthal RW, Ríos-Touma B (2017) Two new species of the rare Neotropical caddisfly genus Amphoropsyche Holzenthal (Trichoptera, Leptoceridae). ZooKeys 707: 63-72. https://doi.org/10.3897/zookeys.707.20759
Tonkin, J. D., Bogan, M. T., Bonada, N., Rios-Touma, B. and Lytle, D. A. 2017. Seasonality and predictability shape temporal species diversity. Ecology. doi:10.1002/ecy.1761
Rubin, Z; Kondolf, G. M.; Rios-Touma, B. 2017. Evaluating Stream Restoration Projects: What Do We Learn from Monitoring?. Water 9, no. 3: 174.
Ríos-Touma B, Holzenthal RW, Huisman J, Thomson R, Rázuri-Gonzales E. 2017. Diversity and distribution of the Caddisflies (Insecta: Trichoptera) of Ecuador. PeerJ 5:e2851 https://doi.org/10.7717/peerj.2851
Holzenthal RW, Ríos-Touma B. 2016. A new Ecuadorian species of the rare Neotropical caddisfly genus Amphoropsyche Holzenthal (Trichoptera, Leptoceridae). ZooKeys 640: 59-67.
Smith R., R.J. Hawley, M. W Neile, G. J. Vietz, E Diaz-Pascacio, J Herrmann, A. C Lovell, C. Prescott, B. Rios-Touma, B. Smith, R. M. Utz. 2016. Urban stream renovation: Incorporating societal objectives to achieve ecological improvements. Freshwater Science, 35(1):364–379
Oleas N.H., Rios-Touma B., Peña Altamirano P. y Bustamante M. 2016. Plantas de las Quebradas de Quito, Guia Práctica de Identificación de Plantas de Ribera. Universidad Tecnológica Indoamérica, Secretaría del Ambiente del DMQ, Fondo Ambiental del DMQ y FONAG. Serie de Publicaciones científicas. Universidad Tecnológica Indoamérica. Publicación No. 2, 132pp. ISBN: 978-9978-369-72-2
Holzenthal, R.W., Thomson, R.E., Ríos-Touma, B., 2015. Chapter 38: Order Trichoptera. In: Thorp, J., Rogers, D.C. (Eds.), Ecology and General Biology: Thorp and Covich's Freshwater Invertebrates, Academic Press, 965–1002. ISBN: 9780123850263
Vimos, D. J., Encalada, A. C., Ríos-Touma, B., Suárez, E., & Prat, N. 2015. Effects of exotic trout on benthic communities in high-Andean tropical streams. Freshwater Science, 34(2), 770-783.
Rios-Touma B, Acosta R & N. Prat. 2014. Distribution of macroinvertebrate families and their tolerance to pollution in high Andean tropical streams: the development of the Andean Biotic Index (ABI). Revista de Biología Tropical. 62:249-271.
Rios-Touma B., C. Prescott, S. Axtell and G.M. Kondolf. 2014. Habitat restoration in the context of watershed 
prioritization: the ecological performance of urban streams restoration projects in Portland, OR. River Research and Applications 31(6) 755–766
Feng-Hsun Chang, Justin E. Lawrence, Blanca Rios-Touma, Vincent H. Resh. 2013. Tolerance Values of Benthic Macroinvertebrates for Stream Biomonitoring: Assessment of Assumptions Underlying Scoring Systems Worldwide. Environmental Monitoring and Assessment ,186 (4), 2135-2149
Rios-Touma B., A.C. Encalada & N. Prat. 2012. Oviposition of Aquatic Insects in a Tropical High Altitude Stream. Environmental Entomology 41(6), 1322-1331.
Holzenthal R. & B. Rios-Touma. 2012. Contulma paluguillensis (Trichoptera: Anomalopsychidae), a new caddisfly from the high Andes of Ecuador and its life history, habitat, and ecology. Freshwater Science 31(2) 442 -450.
Rios-Touma B., N. Prat & A.C. Encalada. 2012. Invertebrate Drift and Colonization Processes in a Tropical Andean Stream. Aquatic Biology 14:233-246.
Rios-Touma B, A. C. Encalada & N. Prat. 2011. Macroinvertebrate assemblages of an Andean high altitude tropical stream: the importance of season and flow. International Review of Hydrobiology, 96(6):667-685.
Encalada, A. C.,Rieradevall, M., Ríos-Touma B., García N. & Prat, N. (2011). Protocolo simplificado y guía de evaluación de la calidad ecológica de ríos andinos (CERA-S). Proyecto FUCARA, USFQ,UB,AECID, FONAG, Quito, Ecuador. 83 pp.
Blanca Rios Touma, Andrea C. Encalada, Narcís Prat Fornells. 2009. Leaf Litter Dynamics and Its Use by Invertebrates in a High-Altitude Tropical Andean Stream. International Review of Hydrobiology, 94(4):357-371
Acosta, R.  Blanca Ríos, Maria Rieradevall y Narcís Prat. 2009 Propuesta de un protocolo de evaluación de la calidad ecológica de ríos andinos (CERA) y su aplicación a dos cuencas en Ecuador y Perú. Limnetica, 28 (1): 35-64. 2009.